# Couvent des Longuaux
Le couvent des Longuaux était un ancien couvent de l'ordre de Fontevraud, dans la ville française de Reims, datant du Moyen Âge. Reconverti en filature après la révolution après avoir été vendu comme bien national, il ne résista pas à la Grande Guerre et a été remplacé par une résidence de logements.

## Histoire
Des religieuses de l'ordre de Fontevraud étaient établies près de Châtillon-sur-Marne dans le prieuré de Longueau (Longa Aqua).
À la suite de nombreuses opérations militaires dans le secteur, elles demandèrent à venir s'installer dans les murs de la ville. Ce qui fut accordé en 1622. 
Le Chapitre de Reims (c'est-à-dire le collège des chanoines qui entouraient autrefois l'évêque pour l'aider à gérer le diocèse de Reims) met à leur disposition une maison rue de Longueau (rue Saint Just actuel).
En 1641, elles obtiennent le droit de s'établir officiellement dans la ville de Reims.
Elles feront construire, rue du Jard d'une modeste maison et une chapelle. Puis 1673, celles-ci furent remplacées par la réalisation d'un bâtiment conventuel.
Ce couvent des Longuaux avait rang d'abbaye. Le couvent et La chapelle, vendu en 1793 ont été détruits.

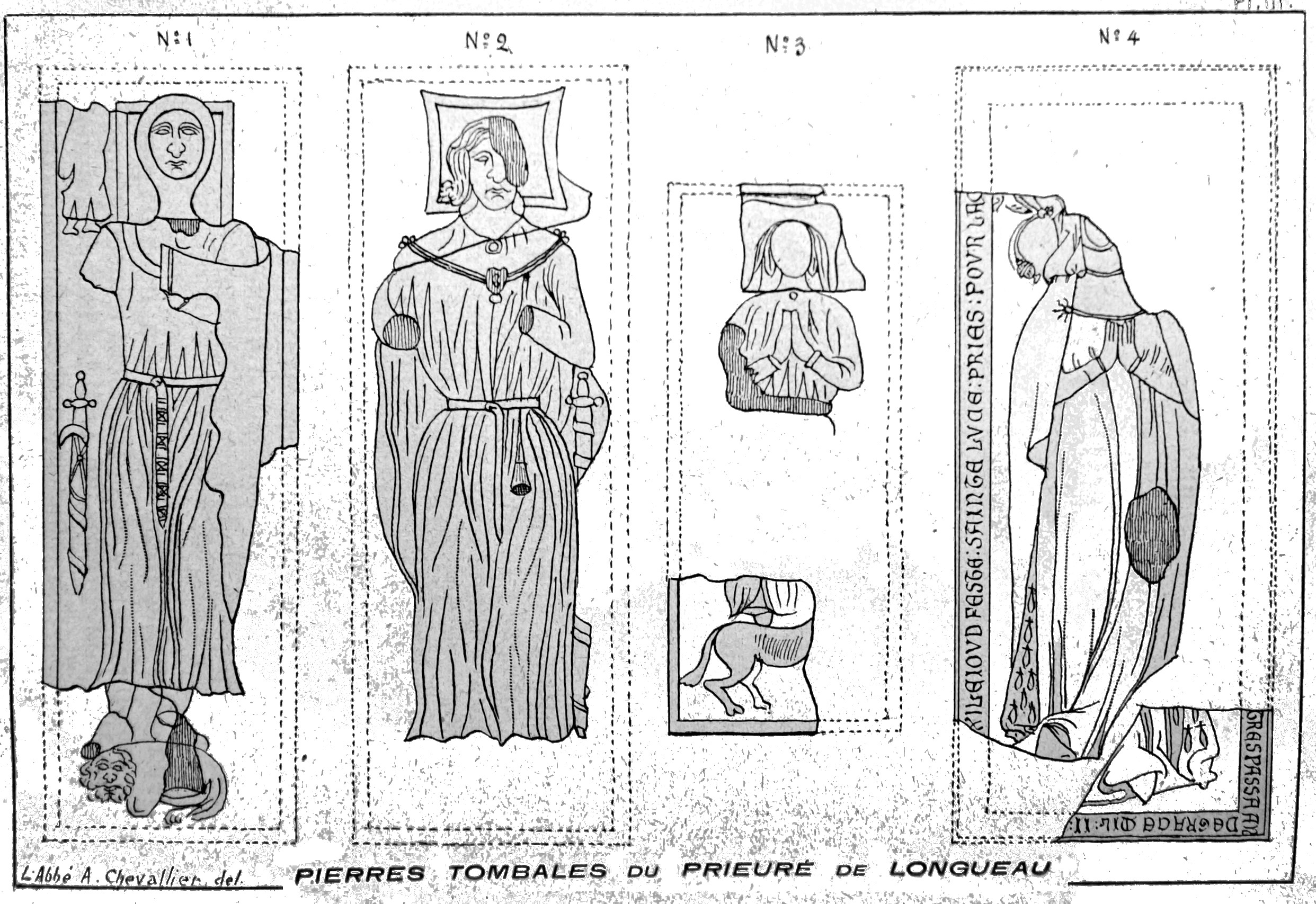
Pierres tombales dans l'Almanach Matot-Braine de 1908.
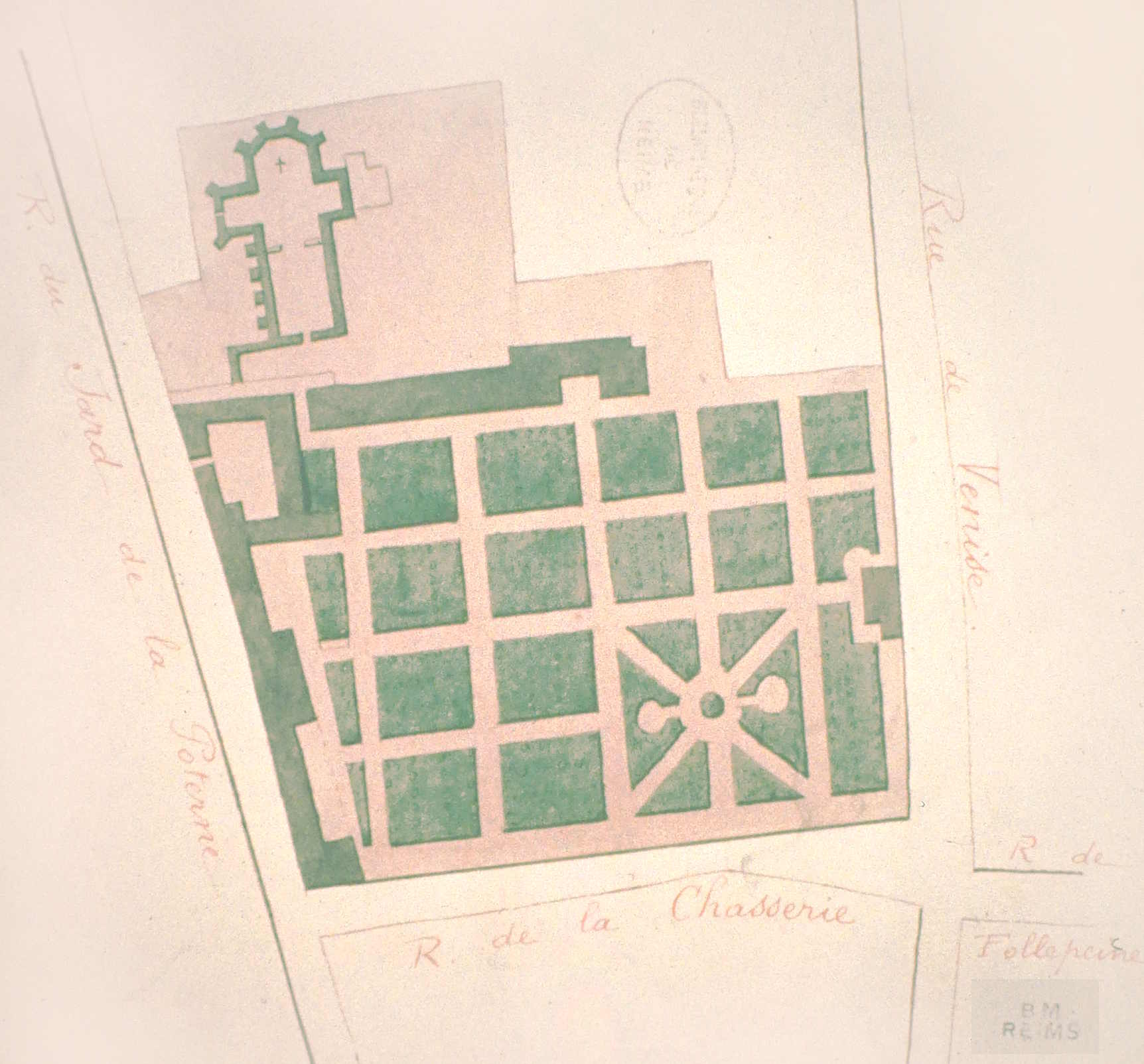

### Période révolutionnaire
Sous la révolution française, ce couvent comme de nombreux bâtiments ecclésiastiques de Reims, a été vendu comme bien national.
En 1815-1816, un bâtiment rectangulaire, est construit pour établir une filature par Mr Seillière et associés situé 63 rue du Jard.
Cette construction a utilisée de nombreuses pierres en provenance de l'ancienne église Saint-Nicaise. Ces pierres ont été mises à jour à l'occasion de la destruction de la filature lors des bombardements et récupérés par l'administration des Beaux-arts de l'époque. 
Cette filature a été détruite lors de la 1re guerre mondiale.

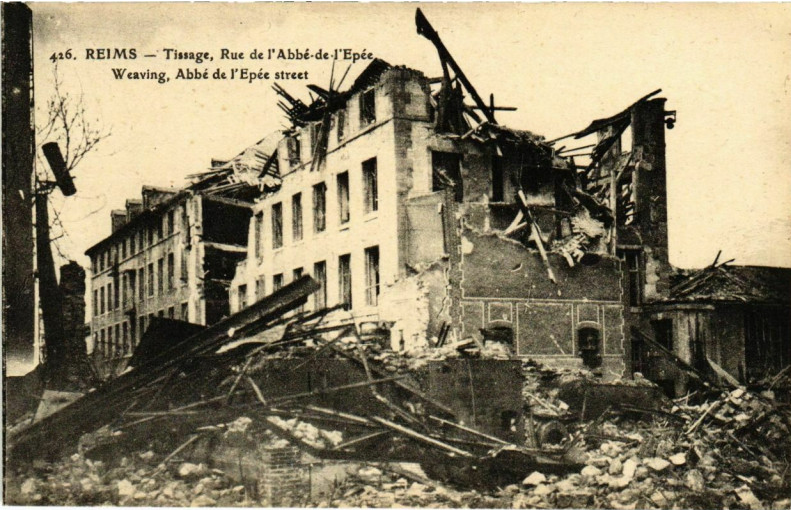
Tissage Rue abbé de l'épée.
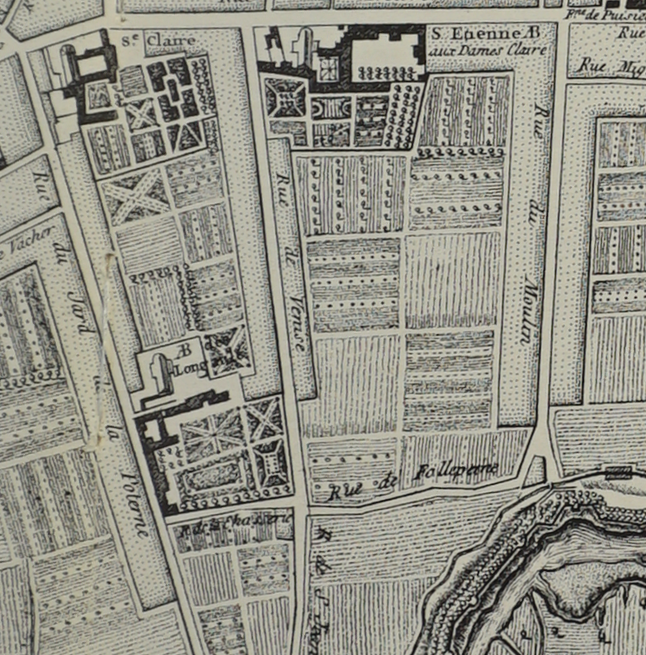
Plan de 1775 avec couvent des Longuaux.
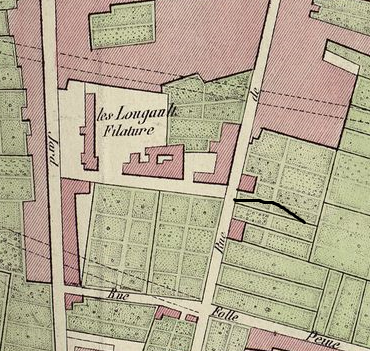
En 1844.
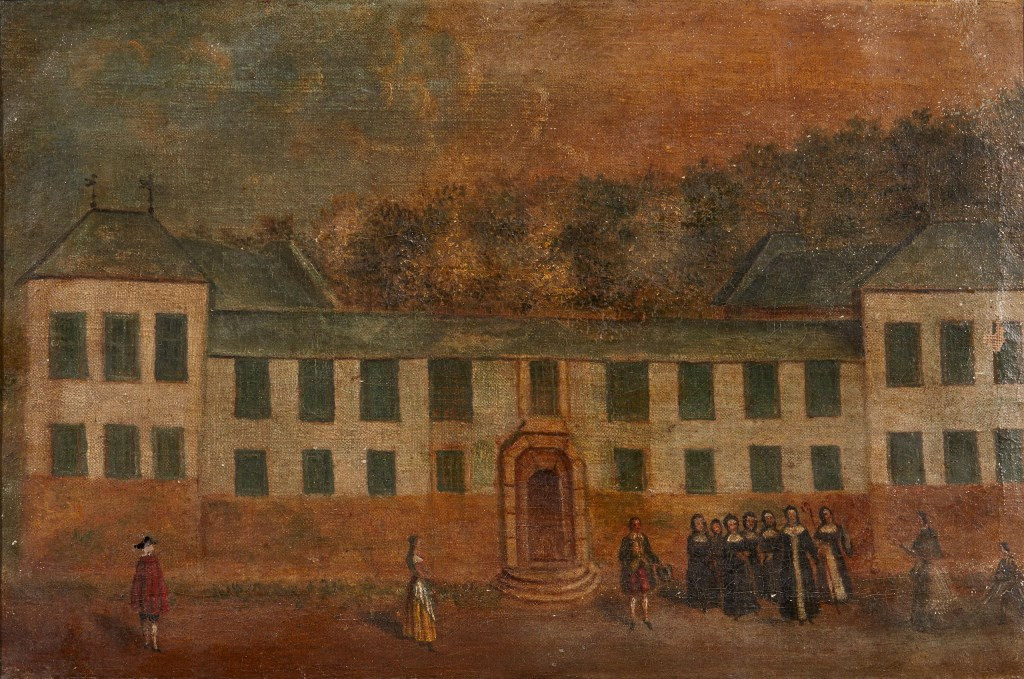
Au XIXe siècle, peinture du Musée-hôtel Le Vergeur.

### Période contemporaine
Comme beaucoup de site textile dans Reims, le site a été converti en habitation.
La résidence "Les Longuaux" en forme de S des architectes Jean Dubuisson et André Kelderman, a été construite en 1969 sur l'emplacement de ce couvent transformé en filature.

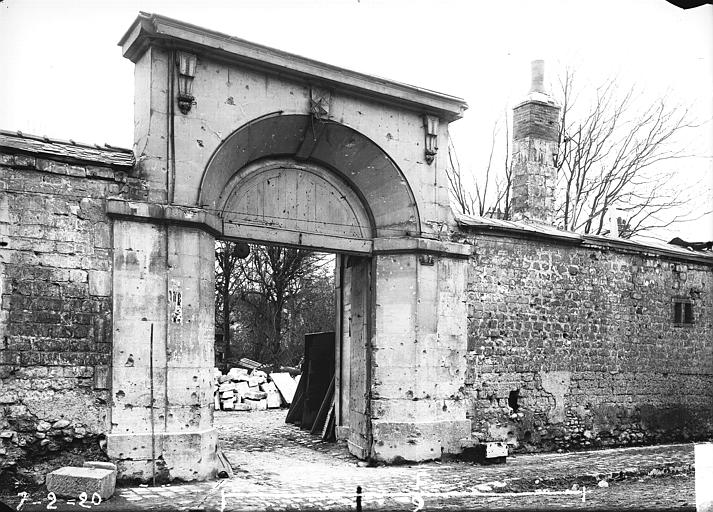
Portail en 1920
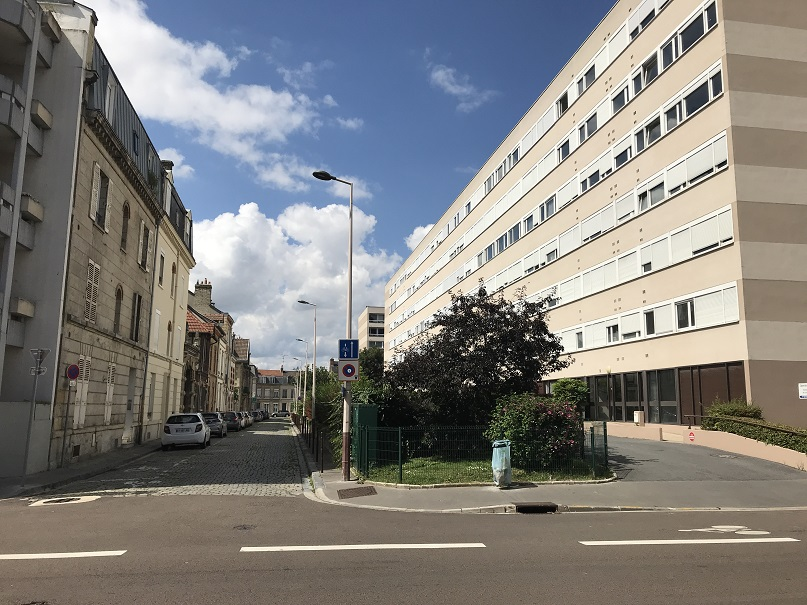
Résidence Les Longeaux sur la droite de l'image.